# Меркадер, Рамон
Ха́йме Рамо́н Меркаде́р дель Ри́о (исп. Jaime Ramón Mercader del Río, Жа́уме Рамон Меркаде́р дель Ри́о, кат. Jaume Ramon Mercader del Río, также известный как Рамо́н Ива́нович Ло́пес; 25 января [7 февраля] 1913, Барселона — 18 октября 1978, Гавана) — испанский коммунист и агент советских органов госбезопасности. Известен как убийца Льва Троцкого, за что был удостоен звания Героя Советского Союза. Брат Луиса Меркадера. Член Компартии Испании.

## Биография
Родился 7 февраля 1913 года в Барселоне, в богатой семье железнодорожного магната-каталонца Пау Меркадера (кат. Pau Mercader). Рос во Франции с матерью, кубинкой Каридад дель Рио (исп. Eustaquia María Caridad del Río Hernández). В 1920-х годах жил в Париже.
Являлся одним из руководителей коммунистической молодёжной организации в Барселоне. В 1935 году был осуждён за коммунистическую деятельность и провёл несколько месяцев в тюрьме в Валенсии. Участвовал в Гражданской войне в Испании на стороне республиканцев, в воинском звании майора участвовал в боях под Гвадалахарой.
В 1937 году Меркадер был завербован НКВД СССР при помощи своей матери Каридад дель Рио, являвшейся агентом советской разведки. Под руководством Наума Эйтингона подготовил покушение на бывшего наркома военных и морских дел Советской России Льва Троцкого, в 1929 году высланного из СССР, в 1932 году лишённого советского гражданства, в 1938 году выступившего инициатором создания «Четвёртого интернационала» и считавшегося руководством ВКП(б) злейшим врагом СССР, советской власти, а также предателем идей марксизма.
В сентябре 1939 года Рамон Меркадер переправился в Нью-Йорк с паспортом на имя канадского бизнесмена Фрэнка Джексона и сблизился с Сильвией Агелофф, входившей в окружение Троцкого. В октябре того же года Меркадер перебрался в Мехико, где Троцкий проживал со своей семьёй, объясняя это якобы делами фирмы (на самом деле — прикрытием, созданным для него Эйтингоном), и убедил Агелофф переехать к нему. В марте 1940 года он под именем канадца Фрэнка Джексона и не без помощи Агелофф впервые попал на виллу Троцкого, которому понравился молодой человек, умело выдававший себя за убеждённого троцкиста.
20 августа 1940 года Джексон-Меркадер приехал на виллу под предлогом того, что хочет показать Троцкому свою статью, а когда тот начал её читать, ударил его ледорубом по голове. Удар был нанесён сзади и сверху. Меркадер надеялся бесшумно убить Троцкого и незаметно скрыться, но тот закричал и набросился на убийцу. На крик прибежали охранники и скрутили Меркадера, предварительно избив его, но Троцкий приказал не убивать его. Эйтингон ждал на улице в машине, однако, поняв, что Меркадер задержан, уехал и покинул страну. Рана 60-летнего Троцкого достигала 7 сантиметров в глубину, но он после полученной раны прожил ещё почти сутки.
После ареста Меркадер, объяснив свой поступок как акт возмездия борца-одиночки, назвал себя уже не канадцем Джексоном, а бельгийцем Жаком Морнаром (Jacques Mornard) и отказался давать показания. «Покушавшийся назвал себя Жан Морган Вандендрайш и принадлежит к числу последователей и ближайших людей Троцкого», — сообщалось в газете «Правда» от 22 августа 1940 года. Достаточно быстро было установлено, что «Морнар» в действительности не бельгиец, и предположение о том, что за убийством стоят советские спецслужбы, стало ведущей версией в мировых СМИ. Однако личность покушавшегося выяснить не удалось.
Длительное время содержался в полицейских тюрьмах, непрерывно подвергаясь избиениям и пыткам. В марте 1941 года Меркадера перевели в городскую тюрьму, где условия содержания были мягче. Мексиканский суд приговорил его под именем Жака Морнара к 20 годам лишения свободы, максимальному наказанию по закону. Рамон Меркадер полностью отбыл срок заключения, был освобождён 6 мая 1960 года и доставлен на Кубу, а затем тайно переправлен пароходом в СССР.
Указом Президиума Верховного Совета СССР от 31 мая 1960 года Рамон Меркадер — Лопес Рамон Иванович удостоен звания Героя Советского Союза с вручением ордена Ленина и медали «Золотая Звезда» (№ 11089); награду получал лично из рук главы КГБ Александра Шелепина.
Являлся сотрудником Института марксизма-ленинизма при ЦК КПСС. Работал в здании Центрального партийного архива, ныне Российский государственный архив социально-политической истории, ул. Большая Дмитровка, 15. Единицы сотрудников знали тайну Меркадера, остальные считали его просто ветераном войны — Героем Советского Союза. Ему была предоставлена государственная дача в Кратове, затем он получил четырёхкомнатную квартиру недалеко от метро «Сокол».
В середине 1970-х годов переехал на Кубу, где работал по приглашению её руководителя Фиделя Кастро советником министерства иностранных дел. Умер в 1978 году в возрасте 65 лет от саркомы лёгкого.

## Некрография
Прах Рамона Меркадера был перевезён в Москву и погребён на Кунцевском кладбище, участок 10 (55.705787, 37.417494), под именем Рамона Ивановича Лопеса. На могиле установлен памятник.

## В культуре

### В литературе
- «Человек, который любил собак» — роман кубинского писателя Леонардо Падуры.

### В кинематографе
- «Убийство Троцкого» — французско-итальянский кинофильм (1972), Меркадера играет Ален Делон.
- «Троцкий» — российский кинофильм (1993), Меркадера играет Вячеслав Разбегаев.
- «Фрида» — американский кинофильм (2002), Меркадера играет Антонио Савала Куглер.
- «Поединки» — российский сериал. В фильме «Женщина под грифом „секретно“» (2010) Меркадера играет Ману Фуйола.
- «Избранный» — испано-мексиканский фильм (2016), Меркадера играет Альфонсо Эррера.
- «Троцкий» — российский сериал (2017), Меркадера играет Максим Матвеев.

### В театре
- Дэвид Айвз, «Вариации на смерть Троцкого» (первая постановка — январь 1991 года)[5]